# Namibijské letectvo
Namibijské letectvo (anglicky Namibian Air Force) je letecká složka ozbrojených sil Namibie. Bylo založeno 13. března 2005.

## Přehled letecké techniky

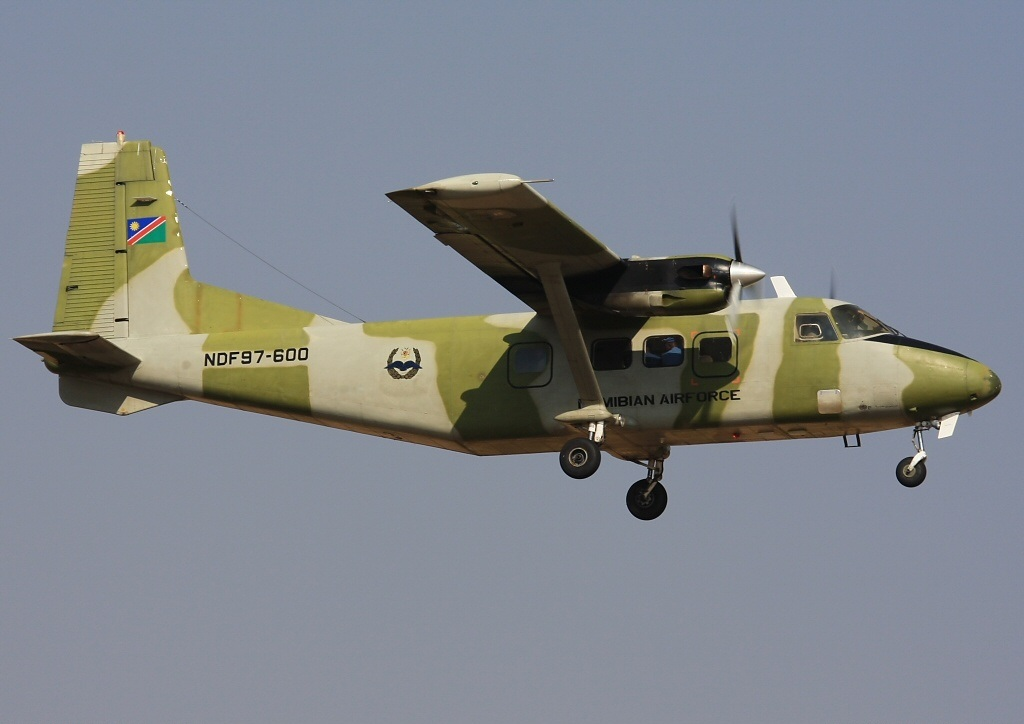
Namibijský Harbin Y-12

Tabulka obsahuje přehled letecké techniky ozbrojených sil Namibie podle Flightglobal.com.
| Název                          | Původ                   | Určení                          | Verze          | Ve službě      | Poznámky                    |                |
| Bojové letouny                 | Bojové letouny          | Bojové letouny                  | Bojové letouny | Bojové letouny | Bojové letouny              | Bojové letouny |
| ------------------------------ | ----------------------- | ------------------------------- | -------------- | -------------- | --------------------------- | -------------- |
| Chengdu J-7                    | Čínská lidová republika | stíhací letoundvoumístný letoun | F-7FT-7        | 62             | Čínská kopie letounu MiG-21 |                |
| Dopravní a transportní letouny |                         |                                 |                |                |                             |                |
| Antonov An-26                  | Sovětský svaz           | taktický transportní letoun     |                | 1              |                             |                |
| Harbin Y-12                    | Čínská lidová republika | lehký dopravní/užitkový letoun  |                | 2              |                             |                |
| Vrtulníky                      |                         |                                 |                |                |                             |                |
| Mil Mi-8                       | Sovětský svaz           | transportní vrtulník            |                | 2              |                             |                |
| Mil Mi-24                      | Sovětský svaz           | bitevní vrtulník                | Mi-25          | 2              |                             |                |
| Aérospatiale Lama              | Francie                 | lehký užitkový vrtulník         | SA 315B        | 2              |                             |                |
| Aérospatiale Alouette III      | Francie                 | lehký užitkový vrtulník         | SA 316         | 2              |                             |                |
| Cvičná letadla                 |                         |                                 |                |                |                             |                |
| Hongdu JL-8                    | Čínská lidová republika | proudový cvičný letoun          | K-8 Karakorum  | 12             |                             |                |